# تاكويا سوغاوارا
تاكويا سوغاوارا (باليابانية: 菅原拓也؛ بالكانا: すがわら たくや) هو مصارع محترف ياباني، ولد في 13 نوفمبر 1983 في أكيتا في اليابان.

## روابط خارجية
- تاكويا سوغاوارا على موقع CageMatch worker (الإنجليزية)
- تاكويا سوغاوارا على موقع قاعدة بيانات المصارعة على الإنترنت (الإنجليزية)